# Ravanusa
Ravanusa là một đô thị của tỉnh Agrigento ở vùng Sicilia, có vị trí cách khoảng 110 km về phía đông nam của Palermo và khoảng 35 km về phía đông của Agrigento. Vào thời điểm ngày 31 tháng 12 năm 2004, đô thị này có dân số 13.695 người và diện tích là 49,6 km².
Ravanusa giáp các đô thị sau: Butera, Campobello di Licata, Licata, Mazzarino, Naro, Riesi, Sommatino.
Ravanusa gần núi Saraceno, một khu định cư của người Hy Lạp dù được cho là thuộc thành phố Kakyron.